# Azra Jafari

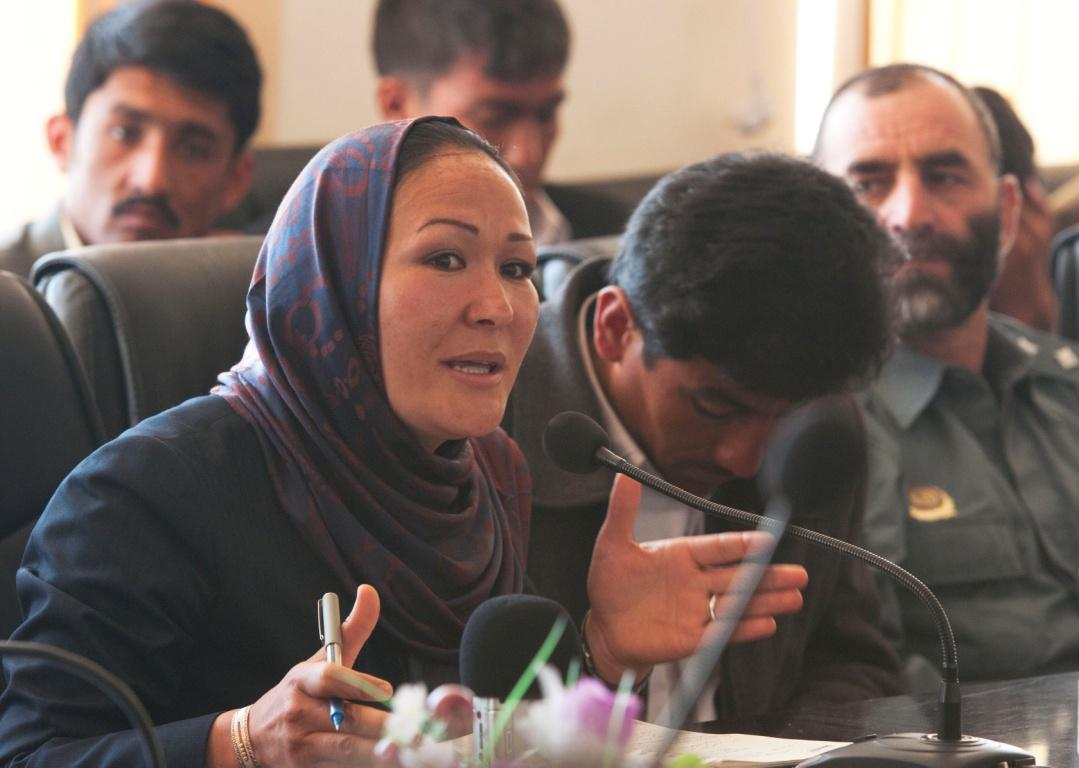
Azra Jafari (2012)

Azra Jafari (Dari: عذرا جعفری) wurde von dem afghanischen Präsidenten Hamid Karzai im Dezember 2008 zur Bürgermeisterin der Stadt Nili, Hauptstadt der Provinz Daikondi, ernannt; sie wurde somit zum ersten weiblichen Bürgermeister Afghanistans.
Während der Herrschaft der Taliban lebte sie als Flüchtling im Iran. Nach der Invasion der US-Truppen und deren Verbündeten in Afghanistan und dem Sturz der Taliban im Jahr 2001 kehrte sie in ihr Heimatland zurück und nahm an der Loja Dschirga teil. Vor ihrer Ernennung zur Bürgermeisterin arbeitete sie als Lehrerin und bei Welfare-Rights-Organisationen.
Jafari ist verheiratet und hat eine Tochter, die 2004 geboren wurde. Ihr Ehemann, Malek Shafi'i, ist ein Filmemacher in Kabul.

## Bücher
- I Am a Working Woman (2008)
- The Making of the New Constitution of Afghanistan (2003, Mitwirkende)